# 電磁場の動力学的理論
『電磁場の動力学的理論』（でんじばのどうりきがくてきりろん、英: A dynamical theory of the electromagnetic field）とは、1865年に発表されたマクスウェルによる論文であり、彼の電磁気学に関する論文としては第3のものである。変位電流の概念が初めて導入され、電磁場の基礎方程式から、電磁波の方程式（波動方程式）を導くことが可能になった。マクスウェルの方程式が初めて著された論文である。
20個の変数と、それを解くための20個の方程式からなる。そのうち、14個は偏微分方程式である。
現在の主流の解釈で電磁場の基礎方程式とみなされているものには、電磁ポテンシャルがあからさまな形では入っていないが、マクスウェル自身の論文では左手系及びガウス単位系が用いられ、更に全て成分表示で書かれており、偏微分に対しても常微分や全微分と同じ記号が用いられているため、これを右手系及びMKSA単位系を用いたベクトル表記で、偏微分記号を用いたものに改めると
第一の組
- {\displaystyle \mathbf {E} =-\nabla \phi -{\frac {\partial \mathbf {A} }{\partial t}}}
- {\displaystyle \mathbf {B} =\nabla \times \mathbf {A} }

と第二の組
- {\displaystyle \nabla \cdot \mathbf {D} =\rho }
- {\displaystyle \nabla \times \mathbf {H} -{\frac {\partial \mathbf {D} }{\partial t}}=\mathbf {J} }

に纏める事が出来る。